# Neopachyloides
Genre
Neopachyloides est un genre d'opilions laniatores de la famille des Ampycidae.

## Distribution
Les espèces de ce genre se rencontrent en Équateur et au Pérou.

## Liste des espèces
Selon World Catalogue of Opiliones (18 octobre 2024) :
- Neopachyloides peruvianus (Roewer, 1956)
- Neopachyloides spinipes Roewer, 1913

## Systématique et taxinomie
Ce genre a été décrit par Roewer en 1913 dans les Gonyleptidae. Il est placé dans les Ampycidae par Benavides, Pinto-da-Rocha et Giribet en 2021.

## Publication originale
- Roewer, 1913 : « Die Familie der Gonyleptiden der Opiliones-Laniatores. » Archiv für Naturgeschichte, sér. A, vol. 79, no 4, p. 1–256 (texte intégral).